# William John Macleay
Sir William John Macleay (Wick, Escócia, 13 de junho de 1820 — Sydney, Austrália, 7 de dezembro de 1891) foi um político, naturalista, zoólogo e herpetólogo escocês-australiano.

## Biografia
Macleay nasceu em Wick, Caithness, Escócia, segundo filho de Kenneth Macleay de Keiss e da sua mulher Barbara, née Horne.
Macleay fez estudos preparatórios na Edinburgh Academy (1834-1836) e depois estudou medicina na Universidade de Edimburgo, destinado a uma carreira média. Contudo, quando tinha 18 anos de idade, a sua mãe viúva faleceu, e ele decidiu ir para a Austrália com o seu primo, William Sharp MacLeay. 
Chegaram a Sydney em março de 1839 a bordo do HMS Royal George. William Macleay começou por ocupar terras perto de Goulburn, e, posteriormente, no Murrumbidgee River.
William John Macleay ficou conhecido como o último dos naturalistas de uma família ativa neste campo, poi o seu tio era Alexander Macleay, Secretário Colonial de Nova Gales do Sul de 1826 a 1836, membro de várias sociedades que se dedicavam ao estudo da flora e da fauna das colónias do Império Britânico.
Em 1 de março de 1855, Macleay foi eleito para o antigo Conselho Legislativo de Nova Gales do Sul como membro do Distrito Pastoral de Lachlan e Lower Darling. Após a concessão do regime de «governo responsável» (a autonomia política da colónia), em 19 de abril de 1856, Macleay foi eleito para a Assembleia Legislativa de Nova Gales do Sul, pelo distrito eleitoral de Lachlan e Lower Darling, servindo até 11 de abril de 1859. De 1860 a 1874, representou naquela Assembleia o distrito eleitoral de Murrumbidgee.
Macleay mudou-se para Sydney a partir de 1857, ano em que se casou com Susan Emmeline Deas-Thomson, filha do Secretário Colonial e político, Edward Deas-Thomson, podendo então desenvolver o seu interesse pela ciência. Tinha feito uma pequena coleção de insectos e em 1861 começou a aumentá-la consideravelmente. 
Em abril de 1862, realizou-se uma reunião em sua casa e foi decidido fundar uma Sociedade Entomológica local. Macleay foi eleito presidente e ocupou o cargo durante dois anos. A sociedade durou 11 anos e, não só Macleay foi o autor do maior número de artigos, como também suportou a maior parte das despesas. Tinha sucedido à coleção Macleay após a morte de W. S. Macleay em 1865 e, em 1874, decidiu alargá-la de uma coleção entomológica para uma coleção zoológica. Também em 1874 foi fundada a Linnean Society of New South Wales, da qual Macleay foi eleito o primeiro presidente, e em maio de 1875, tendo equipado o barco Chevert, partiu para a Nova Guiné, onde obteve o que descreveu como uma vasta e valiosa coleção de espécimes zoológicos.
Após o seu regresso da Nova Guiné, Macleay promoveu a Sociedade Linneana local. Ofereceu-lhe muitos livros e materiais de trabalho científico, mas todos foram destruídos quando o Garden Palace, edifício onde estava alojada, foi incendiado em setembro de 1882. Apesar deste golpe, a Sociedade prosseguiu o seu caminho e construiu gradualmente outra biblioteca. Em 1885, Macleay construiu um edifício para uso da sociedade na  Ithaca Road, Elizabeth Bay, e dotou-a com a quantia de 14 000 libras. Contribuiu com vários artigos para o Proceedings da sociedade e, em 1881, foi publicado o seu Descriptive Catalogue of Australian Fishes, em dois volumes. Três anos mais tarde, foi publicado um suplemento a este catálogo e, no mesmo ano, o seu Census of Australian Snakes foi reimpresso a partir dos Proceedings. Macleay tinha a esperança de fazer um catálogo descritivo dos insectos dípteros da Austrália, mas a sua saúde começou a falhar e não foi concluído.

## Legado
Macleay apercebeu-se de que muito poderia ser feito para prevenir doenças como a febre tifoide e insistiu fortemente na nomeação de um bacteriologista do governo. Recebendo pouco apoio, acabou por deixar 12 000 libras esterlinas à Universidade de Sidney para a fundação de uma cátedra ou de um leitorado em bacteriologia, mas a proposta foi rejeitada pelo senado da Universidade devido às condições do legado e o dinheiro foi para a Sociedade Linneana.
Cerca de 40 anos mais tarde, foi criada uma cátedra de bacteriologia a partir do fundo legado por George Henry Bosch. Em 1890, tendo o governo providenciado um edifício nos terrenos da Universidade, entregou a valiosa coleção Macleay à Universidade, juntamente com uma dotação de 6000 libras para pagar o salário de um conservador.
Macleay foi feito cavaleiro em 1889. Morreu a 7 de dezembro de 1891. A sua mulher, Susan, morreu em 1903 e não teve filhos. Macleay deixou £6 000 à Linnean Society para fins gerais e, após a morte de sua mulher, foram doadas £35 000 à Linnean Society para a atribuição de quatro bolsas Linnean Macleay de £400 por ano cada, para encorajar e promover a investigação em ciências naturais.

## Obras
- Descriptive Catalogue of Australian Fishes. Sydney 1881 (Supplement 1884).
- Census of Australian Snakes. 1884.

## Abreviatura (zoologia)
A abreviatura Macleay  emprega-se para indicar a William John Macleay como autoridade na descrição e taxonomia em zoologia.